# Pomeni imen asteroidov: 62001–63000
Pregled pomenov imen asteroidov (malih planetov) od številke 62001 do 63000, ki jim je Središče za male planete dodelilo številko in so pozneje dobili tudi uradno ime  v skladu z dogovorjenim načinom imenovanja. Pregled je preverjen z Schmadelovim “Slovarjem imen malih planetov” (“Dictionary of Minor Planet Names”). 
Pregled pojasnjuje izvor oziroma pomen imen asteroidov, ki ga je priznala Mednarodna astronomska zveza (IAU). Nekateri asteroidi imajo imajo dodatno pojasnilo o izvoru imena, ki pa vedno ni popolnoma zanesljivo (oznaka “†” ali “‡“). 
| Ime               | Začasna oznaka | Izvor imena                                                                                        |
| 62001–62100       | 62001–62100    | 62001–62100                                                                                        |
| ----------------- | -------------- | -------------------------------------------------------------------------------------------------- |
| 62071 Voegtli     | 2000 RH77      | Christian Voegtli (Vögtli), švicarski fizik † ‡                                                    |
| 62101–62200       |                | |
| 62190 Augusthorch | 2000 SS44      | August Horch (1868 – 1951), nemški inženir in začetnik avtomobilizma †                             |
| 62201–62300       |                | |
| 62301–62400       |                | |
| 62401–62500       |                | |
| 62501–62600       |                | |
| 62503 Tomcave     | 2000 SL233     | Thomas Roland Cave III, ameriški ljubiteljski astronom † Arhivirano 2007-03-10 na Wayback Machine. |
| 62601–62700       |                | |
| 62701–62800       |                | |
| 62801–62900       |                | |
| 62901–63000       |                | |

| Predhodnik: 61001–62000 | Pomeni imen asteroidov Seznam asteroidov (62001-62250) Seznam asteroidov (62251-62500) Seznam asteroidov (62501-62750) Seznam asteroidov (62751-63000) | Naslednik: 63001–64000 |